# Acerina (músico)
Acerina, nombre artístico de Consejo Valiente Roberts (Santiago de Cuba, Cuba, 26 de abril de 1899-México, 3 de junio de 1987) fue un músico, percusionista y director de orquesta cubano del género danzón.

## Trayectoria
Inició su carrera musical en 1913 en La Habana. Radicado en México desde ese mismo año, este músico pasó por varias orquestas dedicadas a la ejecución del danzón, muy popular en México. Su carrera en ese país inició en el teatro de carpas. A partir de 1948, con la grabación de su primer disco, se presentó con su propio conjunto «Acerina y su Danzonera», permaneciendo activo con el hasta su muerte. Algunos de sus éxitos fueron Almendra, Nereidas, Los timbales de Acerina, Como una orquídea, Chuchita, Revoltijo mexicano, Una noche en La Habana, Amor indio, Tres lindas cubanas y versiones en ritmo de danzón de temas de otras músicas.
El nombre "Acerina" lo toma de la Acerina (piedra preciosa de color negro) que portaba habitualmente en un anillo su esposa pianista, de nacionalidad Cubana, quien ocasionalmente tocaba el piano en la orquesta de su esposo.